# Корнељијана (Падова)
Корнељијана је насеље у Италији у округу Падова, региону Венето.
Према процени из 2011. у насељу је живело 799 становника. Насеље се налази на надморској висини од 7 м.